# Еймері (Вісконсин)
Еймері (англ. Amery) — місто (англ. city) в США, в окрузі Полк штату Вісконсин. Населення — 2962 особи (2020).

## Географія
Еймері розташоване за координатами 45°18′23″ пн. ш. 92°21′51″ зх. д. / 45.30639° пн. ш. 92.36417° зх. д. (45.306434, -92.364101).  За даними Бюро перепису населення США в 2010 році місто мало площу 9,35 км², з яких 7,67 км² — суходіл та 1,68 км² — водойми. В 2017 році площа становила 9,94 км², з яких 8,02 км² — суходіл та 1,92 км² — водойми.

## Демографія
Згідно з переписом 2010 року, у місті мешкали 2902 особи в 1286 домогосподарствах у складі 705 родин. Густота населення становила 310 осіб/км².  Було 1445 помешкань (155/км²).
Расовий склад населення:
| - 97,3 % — білих - 0,8 % — корінних американців - 0,3 % — азіатів - 0,1 % — вихідців з тихоокеанських островів - 0,1 % — чорних або афроамериканців |

До двох чи більше рас належало 0,9 %. Частка іспаномовних становила 2,2 % від усіх жителів.
За віковим діапазоном населення розподілялося таким чином: 22,9 % — особи молодші 18 років, 49,5 % — особи у віці 18—64 років, 27,6 % — особи у віці 65 років та старші. Медіана віку мешканця становила 45,1 року. На 100 осіб жіночої статі у місті припадало 80,4 чоловіків;  на 100 жінок у віці від 18 років та старших — 76,8 чоловіків також старших 18 років.
Середній дохід на одне домашнє господарство  становив 53 103 долари США (медіана — 38 673), а середній дохід на одну сім'ю — 63 311 долар (медіана — 50 313). Медіана доходів становила 30 568 доларів для чоловіків та 40 383 долари для жінок. За межею бідності перебувало 5,3 % осіб, у тому числі 2,5 % дітей у віці до 18 років та 1,8 % осіб у віці 65 років та старших.
Цивільне працевлаштоване населення становило 1199 осіб. Основні галузі зайнятості: освіта, охорона здоров'я та соціальна допомога — 22,6 %, виробництво — 20,2 %, роздрібна торгівля — 15,0 %.